# Draft WNBA 2014
Il Draft WNBA 2014 fu il diciottesimo draft tenuto dalla WNBA e si svolse il 14 aprile 2014.
|  | Giocatrici selezionate per l'all-star game WNBA |

## Primo giro
| Scelta | Giocatrice        | Nazionalità | Squadra WNBA                  | College/Squadra di club |
| ------ | ----------------- | ----------- | ----------------------------- | ----------------------- |
| 1      | Chiney Ogwumike   | Stati Uniti | Connecticut Sun               | Stanford Cardinal       |
| 2      | Odyssey Sims      | Stati Uniti | Tulsa Shock                   | Baylor Bears            |
| 3      | Kayla McBride     | Stati Uniti | San Antonio Stars             | N. Dame F. Irish        |
| 4      | Alyssa Thomas     | Stati Uniti | New York Liberty              | Maryland Terrapins      |
| 5      | Natasha Howard    | Stati Uniti | Indiana Fever                 | Fl. State Seminoles     |
| 6      | Stefanie Dolson   | Stati Uniti | Washington Mystics            | UConn Huskies           |
| 7      | Bria Hartley      | Stati Uniti | Seattle Storm                 | UConn Huskies           |
| 8      | Shoni Schimmel    | Stati Uniti | Atlanta Dream                 | Louisville Cardinals    |
| 9      | Natalie Achonwa   | Canada      | Indiana Fever                 | N. Dame F. Irish        |
| 10     | Markeisha Gatling | Stati Uniti | Chicago Sky                   | NCSU Wolfpack           |
| 11     | Chelsea Gray      | Stati Uniti | Connecticut Sun (da New York) | Duke Blue Devils        |
| 12     | Tricia Liston     | Stati Uniti | Minnesota Lynx                | Duke Blue Devils        |

## Secondo giro
| Scelta | Giocatrice       | Nazionalità | Squadra WNBA                  | College/Squadra di club |
| ------ | ---------------- | ----------- | ----------------------------- | ----------------------- |
| 13     | Jordan Hooper    | Stati Uniti | Tulsa Shock                   | UNL Cornhuskers         |
| 14     | Tyaunna Marshall | Stati Uniti | New York Liberty              | Georgia T. Yel. Jack.   |
| 15     | Asya Bussie      | Stati Uniti | Minnesota Lynx (da Tulsa)     | WV Mountaineers         |
| 16     | Astou Ndour      | Spagna      | San Antonio Stars             | Islas Canarias          |
| 17     | Tiffany Bias     | Stati Uniti | Phoenix Mercury               | OSU Cowgirls            |
| 18     | Inha Orjechova   | Ucraina     | Atlanta Dream (da Washington) | South Florida Bulls     |
| 19     | Michelle Plouffe | Canada      | Seattle Storm                 | Utah Utes               |
| 20     | Cassie Harberts  | Stati Uniti | Atlanta Dream                 | USC Trojans             |
| 21     | Maggie Lucas     | Stati Uniti | Phoenix Mercury               | Penn State L. Lions     |
| 22     | Gennifer Brandon | Stati Uniti | Chicago Sky                   | Calif. G. Bears         |
| 23     | Jennifer Hamson  | Stati Uniti | Los Angeles Sparks            | BYU Cougars             |
| 24     | Christina Foggie | Stati Uniti | Minnesota Lynx                | Vand. Commodores        |

## Terzo giro
| Scelta | Giocatrice         | Nazionalità | Squadra WNBA                    | College/Squadra di club |
| ------ | ------------------ | ----------- | ------------------------------- | ----------------------- |
| 25     | DeNesha Stallworth | Stati Uniti | Connecticut Sun                 | Kentucky Wildcats       |
| 26     | Meighan Simmons    | Stati Uniti | New York Liberty                | Tenn. L. Volunteers     |
| 27     | Theresa Plaisance  | Stati Uniti | Tulsa Shock                     | LSU Lady Tigers         |
| 28     | Bri Kulas          | Stati Uniti | San Antonio Stars               | Missouri Tigers         |
| 29     | Haiden Palmer      | Stati Uniti | Indiana Fever                   | Gonzaga Bulldogs        |
| 30     | Carley Mijović     | Australia   | Washington Mystics              | Canberra Capitals       |
| 31     | Mikaela Ruef       | Stati Uniti | Seattle Storm                   | Stanford Cardinal       |
| 32     | Kody Burke         | Stati Uniti | Washington Mystics (da Atlanta) | NCSU Wolfpack           |
| 33     | Stephanie Talbot   | Australia   | Phoenix Mercury                 | Adelaide Lightning      |
| 34     | Jamierra Faulkner  | Stati Uniti | Chicago Sky                     | USM Lady Eagles         |
| 35     | Antonita Slaughter | Stati Uniti | Los Angeles Sparks              | Louisville Cardinals    |
| 36     | Asia Taylor        | Stati Uniti | Minnesota Lynx                  | Louisville Cardinals    |